# Lindner TF 13/26
TF 13/26 – oznaczenie nadane przez przedsiębiorstwo Berliner Verkehrsbetriebe dla serii dwuosiowych, silnikowych wagonów tramwajowych, wyprodukowanych w 1913 r. w zakładach Gottfried Lindner dla linii tramwajowej Schmöckwitz – Grünau.

## Historia
Po kilku miesiącach po uruchomieniu linii Schmöckwitz – Grünau przystąpiono do jej elektryfikacji w związku z wysokimi potokami pasażerskimi. Trzy eksploatowane wcześniej wagony benzenowe sprzedano do Cuxhaven. Ponieważ dostawy nowych tramwajów opóźniały się, wypożyczono trzy wagony Berolina od przedsiębiorstwa Große Berliner Straßenbahn.
W 1913 r. zakłady Gottfried Lindner z Ammendorfu dostarczyły firmie Schmöckwitz–Grünauer Uferbahn dziewięć nowych silnikowych wagonów. Były to tramwaje dwuosiowe, z zabudowanymi platformami wejściowymi na obydwu końcach nadwozia. Prąd pobierany był z sieci za pośrednictwem lirowego odbieraka prądu.
W 1925 r. tramwaje wraz z przedsiębiorstwem Schmöckwitz–Grünauer Uferbahn przejęła firma Berliner Straßenbahn-Betriebs-Gesellschaft, która oznaczyła wagony nowymi numerami z zakresu 4351–4355. W 1926 r. rozpoczęto modernizację wagonów. Zmniejszono wielkość okien, upodobniono platformy wejściowe do tych z tramwajów berlińskich, odbierak lirowy zastąpiono pałąkowym. Na dachu zamontowano kasety na numer linii i kierunek znane z wagonów typu T 24. W 1934 r. tramwaje otrzymały berlińskie oznaczenie TF 13/26.
Wagony nr 4353 i 4355 nie zostały odbudowane po zniszczeniach II wojny światowej. Wagony nr 4352 i 4354 pozostały w Berlinie Wschodnim, gdzie kursowały do 1955 r. Następnie przewieziono je do Dessau, gdzie otrzymały numery 23 i 24. Wycofano je z eksploatacji w 1960 r. i zezłomowano. Do dziś nie zachował się żaden z pięciu tramwajów TF 13/26.